# Иванко и царь Поганин
«Иванко и царь Поганин» — советский телевизионный художественный фильм-сказка, поставленный режиссёром Борисом Небиеридзе по мотивам украинских сказок Закарпатья.
Фильм насыщен фольклорными элементами (в частности, широко использована атрибутика украинских народных сказок Закарпатья). В отдельных эпизодах использована мультипликация.

## Сюжет
Сказка о мальчике по имени Иванко, чью мать Маричку вместе со всеми односельчанами угнали в полон слуги царя Поганина. Мальчика усыновляет царь воронов Каркарон и готовит его в наследники, но тот, когда подрастает, отправляется выручать мать из беды. А беда эта больше, чем он думает, ведь его мать не просто пленница — на неё ещё и наложено заклятие. Но любовь, дружба и смелость справятся и с колдовством.

## В ролях
| Актёр               | Роль                   | Озвучивание      |
| ------------------- | ---------------------- | ---------------- |
| Григорий Павленко   | Иванко/Кроуми          |                  |
| Лев Дуров           | Поганин                |                  |
| Нодар Мгалоблишвили | Каркарон               | Евгений Паперный |
| Мария Капнист       | сова Чиветта (старая)  |                  |
| Людмила Шевель      | сова Чиветта (молодая) |                  |
| Людмила Чиншевая    | Маричка (молодая)      |                  |
| Вера Кузнецова      | Маричка (старая)       |                  |
| Настя Гиренкова     | Поветруля              |                  |
| Игорь Стариков      | Карри                  |                  |
| Мераб Боцвадзе      | Верховный страж        |                  |
| Иосиф Гогешвили     | Белогрудый             |                  |
| Владимир Лосицкий   | Главный похититель     |                  |

## Съёмочная группа
- Режиссёр: Борис Небиеридзе
- Автор сценария: Олег Туманов
- Оператор: Кирилл Ромицын
- Композитор: Иван Карабиц
- Текст песен: Вадим Бойко
- Вокал: Нина Матвиенко (исполнение украинской народной колыбельной песни «Ой ходит сон подле окон»)

## Производство
Поскольку Лев Дуров был сильно занят в театре, съёмки сцен с его участием задержались почти на месяц.
В фильме снимались реальные животные — дрессированная медведица Настя и оленёнок из ялтинского заповедника.